# Korrigierte Transposition der großen Arterien
Die korrigierte Transposition der großen Arterien (CTGA oder ccTGA – Congenitally Corrected Transposition of the Great Arteries, auch als l-TGA oder laevo-Transposition der großen Arterien bezeichnet) ist eine selten auftretende komplexe Fehlbildung des menschlichen Herzens, bei der die beiden Ventrikel (Herzkammern) vertauscht sind: Die Vorhöfe (Atrien) sind an die „falschen“ Ventrikel angeschlossen, die großen Arterien gehen auch von den „falschen“ Ventrikeln aus (Transposition). Durch diese doppelte Vertauschung ist (im Gegensatz zur TGA) ein funktionierender Blutkreislauf gegeben und das Kind ist nicht zyanotisch (Sauerstoffmangel). Häufig ist dieses Krankheitsbild mit anderen Defekten kombiniert (Klappenfehlbildungen, Pulmonalstenose, Ventrikelseptumdefekt, Mitralklappeninsuffizienz).
Die Symptome können gering (teilweise erscheint das Kind gesund) bis schwerwiegend sein (zunehmende Kurzatmigkeit, keine Gewichtszunahme in den ersten Wochen nach der Geburt) und sind abhängig von der individuellen Ausprägung.
Problematisch ist dabei vor allem die Überlastung der morphologisch rechten (funktionell linken) Herzkammer, die den Körperkreislauf aufrechterhalten muss. Bei einem relevanten zusätzlichen Ventrikelseptumdefekt (Shunt) kann es zu einem langfristig problematisch erhöhten Lungenblutdruck kommen. Ohne wesentliche begleitende Herzfehler kann eine Symptomatik manchmal erst im Erwachsenenalter auftreten.
Seit einigen Jahren wurde mehrfach die (technisch anspruchsvolle) „double switch“ Operation durchgeführt, bei der die großen Arterien so umgelenkt werden, dass der gewöhnliche Blutfluss durch die Ventrikel hergestellt wird. Langzeitdaten dieser Operation liegen nicht vor.